# Zef Jubani
Zef Jubani (ur. 1818 w Szkodrze, zm. 1 lutego 1880 tamże) – albański poeta i historyk.

## Życiorys
Urodził się w rodzinie katolickiej. Jego ojciec był Albańczykiem, a matka pochodziła z Malty. Kształcił się w szkole handlowej na Malcie. W 1838 powrócił do rodzinnej Szkodry, gdzie pracował jako tłumacz konsula francuskiego Louisa Hyacinthe Hecquarda. W Szkodrze założył towarzystwo samopomocowe Shoqëria ndihmëtare.
Zbierał pieśni albańskie, inspirował się folklorem. W 1871 wydał w Trieście po włosku tomik Raccolta di canti popolari e rapsodie di poemi albanesi (Zbiór pieśni i rapsodów ludowych albańskich). W 1878 wydał pracę poświęconą wymianie handlowej Wenecji z ziemiami albańskimi. W rękopisie pozostała praca poświęcona życiu i działalności Skanderbega.
Imię Jubaniego noszą ulice w Tiranie, Szkodrze, Kasharze i w Kamzie.